# Mousqueton 1911
Pour les articles homonymes, voir Mousqueton et K11.
Le mousqueton 1911 (abrégé Mq. 11 ou K 11) est une arme militaire utilisée par l'armée suisse et qui reprend le principe de fonctionnement de la culasse à mouvement rectiligne (système Schmidt) du fusil Schmidt-Rubin Modèle 1889. Il tire la munition 7,5 mm GP11. Produit dès 1913, les derniers exemplaires furent assemblés fin 1936.

Le mousqueton 11 comme le fusil suisse d'infanterie 1911 sont des armes du système de 1911, elles seront remplacées par le mousqueton 31.

La différence la plus notable entre les armes qualifiées de mousquetons et de fusils tient en la longueur de l'arme. Les fusils, plus longs, représentant l'optimum balistique pour la cartouche GP 11, équipaient l'infanterie, tandis que le mousqueton, plus court donc moins encombrant, équipait des troupes comme la cavalerie, les cyclistes, le génie, l'artillerie, les motocyclistes ou encore les mitrailleurs (en fait, ceux pour qui l'arme à épauler n'est pas l'arme principale).
À la fin de leurs obligations militaires, l'arme d'ordonnance peut être conservée par le soldat, elle passe ainsi du statut Armée à Privé et le marquage P est poinçonné sur l'arme.

## Histoire
- 27 avril 1909

Le Conseil fédéral dans son message aux chambres écrit : « ...Suivant la proposition de la Commission, les fusils qui seront fabriqués désormais devront également être construits sur le modèle 08 auquel il sera encore apporté quelques modifications de peu d'importance... ».
- 6 janvier 1913

Le rapport du Département militaire au Conseil fédéral précise ces modifications qui portent essentiellement sur la hausse et le magasin.
- 10 janvier 1913

1. Les deux propositions concernent les fusils neufs et ceux qui sont transformés, ainsi que les munitions, sont acceptés.
2. Les fusils modifiés d'après l'ordonnance seront désignés comme suit : Fusil d'infanterie 96/11, Mousqueton 00/11 (auparavant: fusil court), Mousqueton 05/11 (auparavant: mousqueton)
3. Les fusils longs, construits suivant la nouvelle ordonnance, seront désignés comme: Fusil d'infanterie 11 et les nouveaux mousquetons comme: mousqueton 11.
L'extrait du procès-verbal va au Département militaire avec les annexes pour exécution.
L'appellation « modèle 1911 » se rattache à l'arrêté fédéral sur le réarmement des troupes portant le fusil.

Le fusil 1889/1900 fut remplacé par le mousqueton 11 et le fusil suisse d’infanterie 11 de 1914 à 1915, au total 250 000 Mq 11 furent fabriqués.

## Données techniques
- Calibre : 7,5 x 55 mm (7,5 mm GP11)
- Longueur totale : 1105
- Longueur du canon: 592 mm.
- Nombre de rayures : 4
- Longueur du pas des rayures : 270 mm à droite. (10,63')
- Profondeur des rayures : 0,12 mm.
- Largeur des rayures : 3,9 mm.
- largeur du champ : 1,95 mm.
- Tolérance : 7,54 à 7,60 mm.
- Pression max. des gaz : 3 200 bar.
- Vitesse initiale : 760 m/s.
- Magasin : 6 cartouches
- Poids de l’arme non chargée, avec bretelle et couvre-canon : 3 900 g.
- Longueur de la ligne de visée : 490 mm (568 mm pour le Mousqueton 31)
- Hausse : à joues, graduée de 300 à 1 500 mètres tous les 100 mètres.
- Numérotation : 30 001 à 215 000
- Dispersion totale de l'arme selon le fabricant : 30 cm à 300 mètres
- Coût de fabrication : CHF 150.-[4]

### Points particuliers
Canon, culasse et boîte de culasse

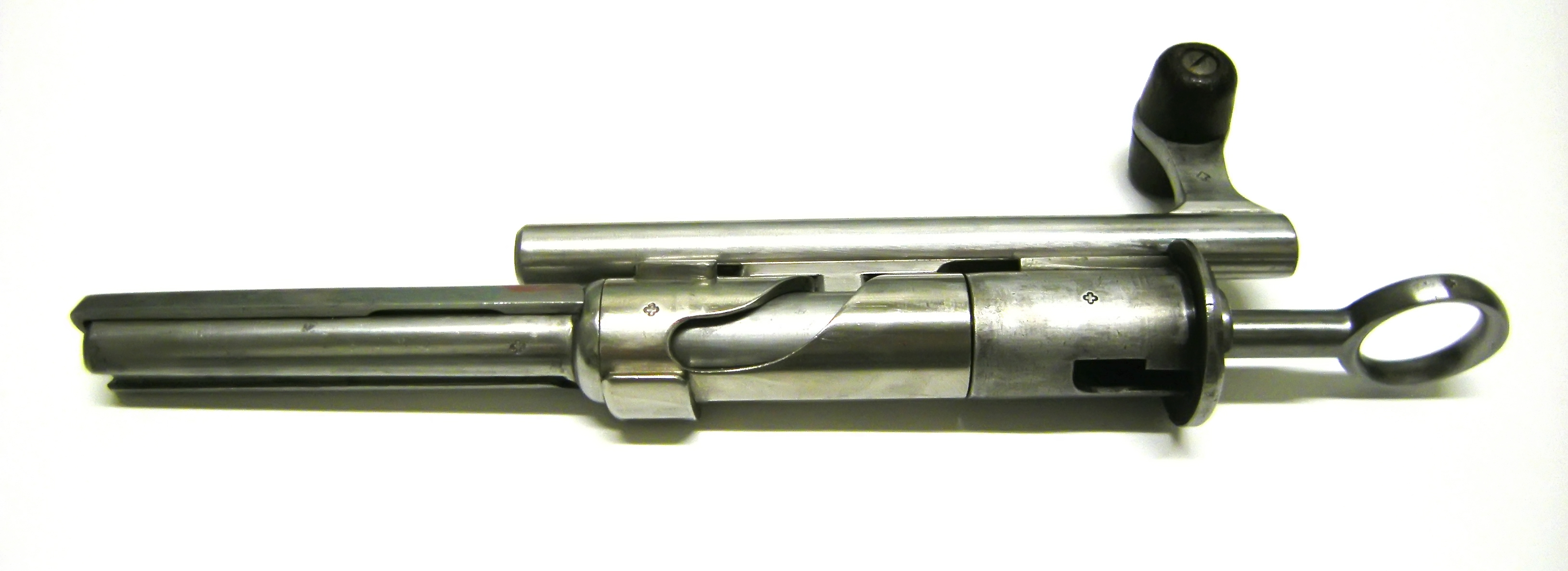
Culasse du fusil et du mousqueton 1911

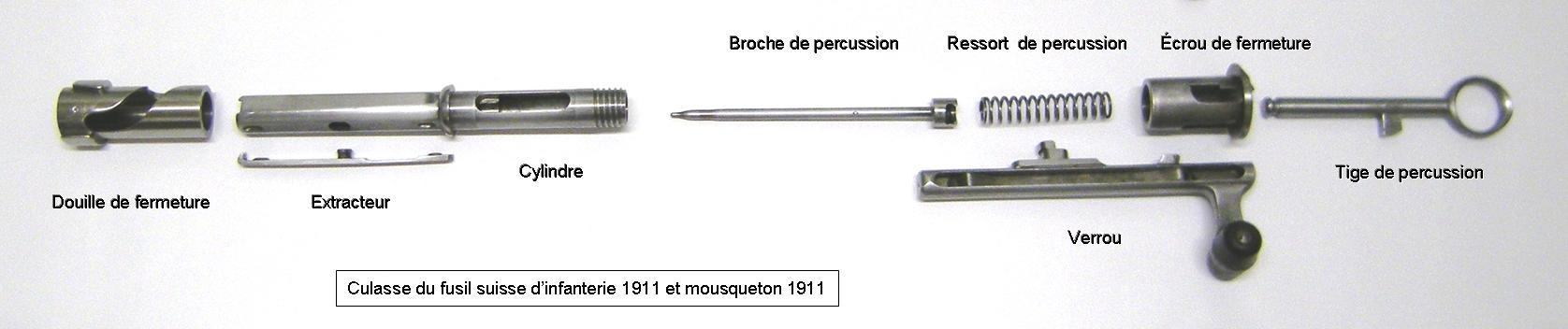
Culasse démontée du fusil et du mousqueton 1911

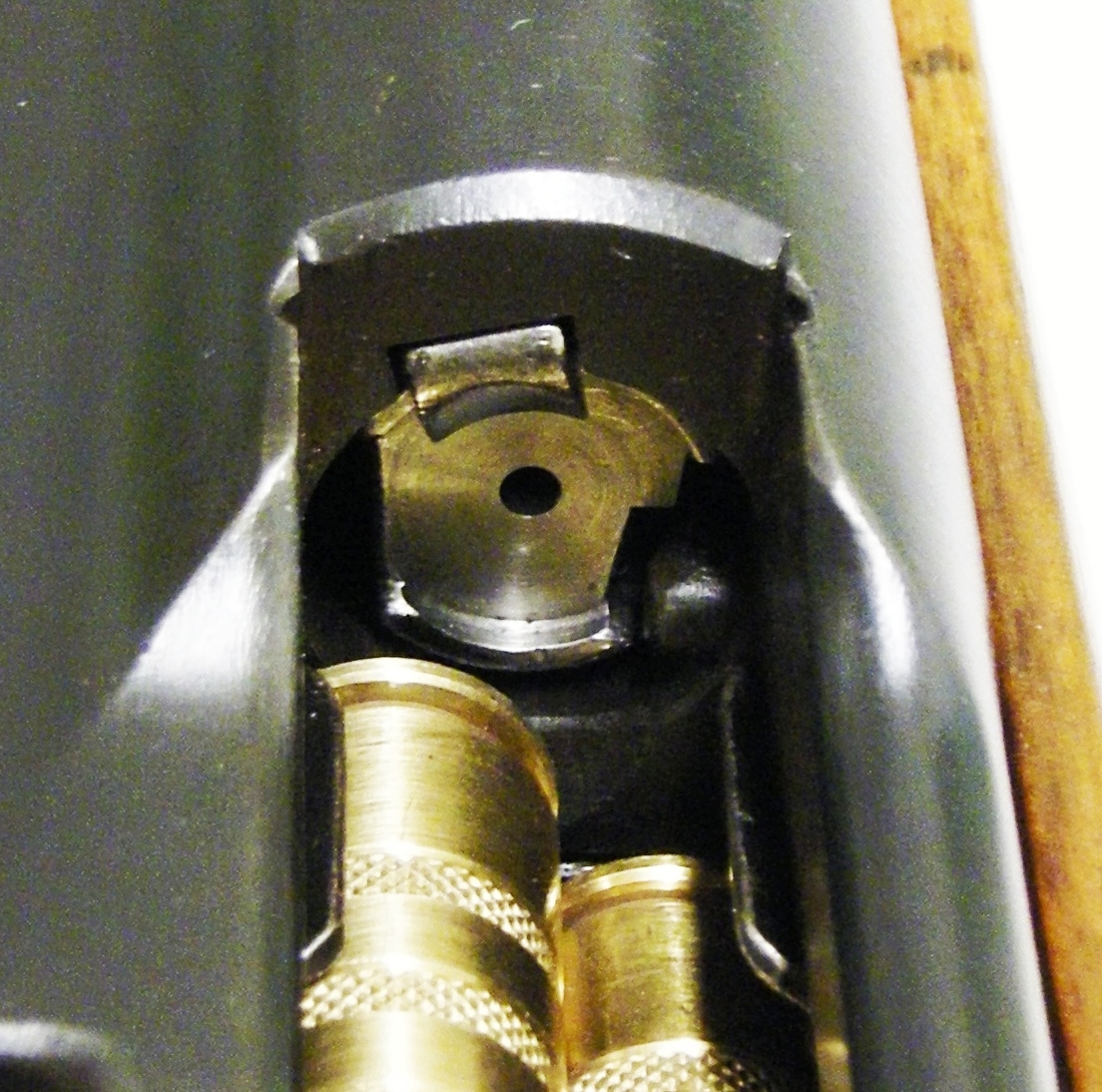
Extracteur (en haut) et éjecteur (à droite)

Le canon à un diamètre de 14 à 18 mm, est moins étoffé que celui du mousqueton 31 (16 à 20 mm).

La culasse à mouvement rectiligne du mousqueton 11 est identique au fusil suisse d'infanterie 1911 et au fusil 96/11, les tenons de verrouillage se trouvent au milieu de la culasse (à l'arrière pour le fusil 1889).
Cette disposition a été imaginée pour le fusil 89/96 non par Rudolf Schmidt, qui expliquait que la modification de son système n'est pas réalisable, mais par le contrôleur Vogelsang.

La culasse se compose de neuf pièces en trois groupes.
Le groupe de fermeture : le verrou et la douille.
Le groupe du cylindre: le cylindre, la tête mobile et l'extracteur.
Le groupe de l'appareil de percussion : l'écrou, la tige, la broche et le ressort.
À l'extrémité antérieure du cylindre, une pièce nommée "tête mobile" est vissée à celui-ci. Malgré son nom, cette pièce est solidaire du cylindre mais peut être remplacée à l'aide d'un jeu d'outils spécifique, la tête mobile existe en trois tailles (poinçon de 1 à 3).
En 1931,[réf. nécessaire] la Waffenfabrik produit des cylindres usinés d'un seul tenant.

L'extrémité postérieure du cylindre s'adapte à l'écrou au moyen d'un filetage carré. L'extracteur est en acier trempé.

La boîte de culasse contient les deux contreforts servant au verrouillage de la culasse qui est guidée par deux rainures conductrices obliques.
L'éjecteur est fixe (mobile pour le Mq 31).
Magasin et détente

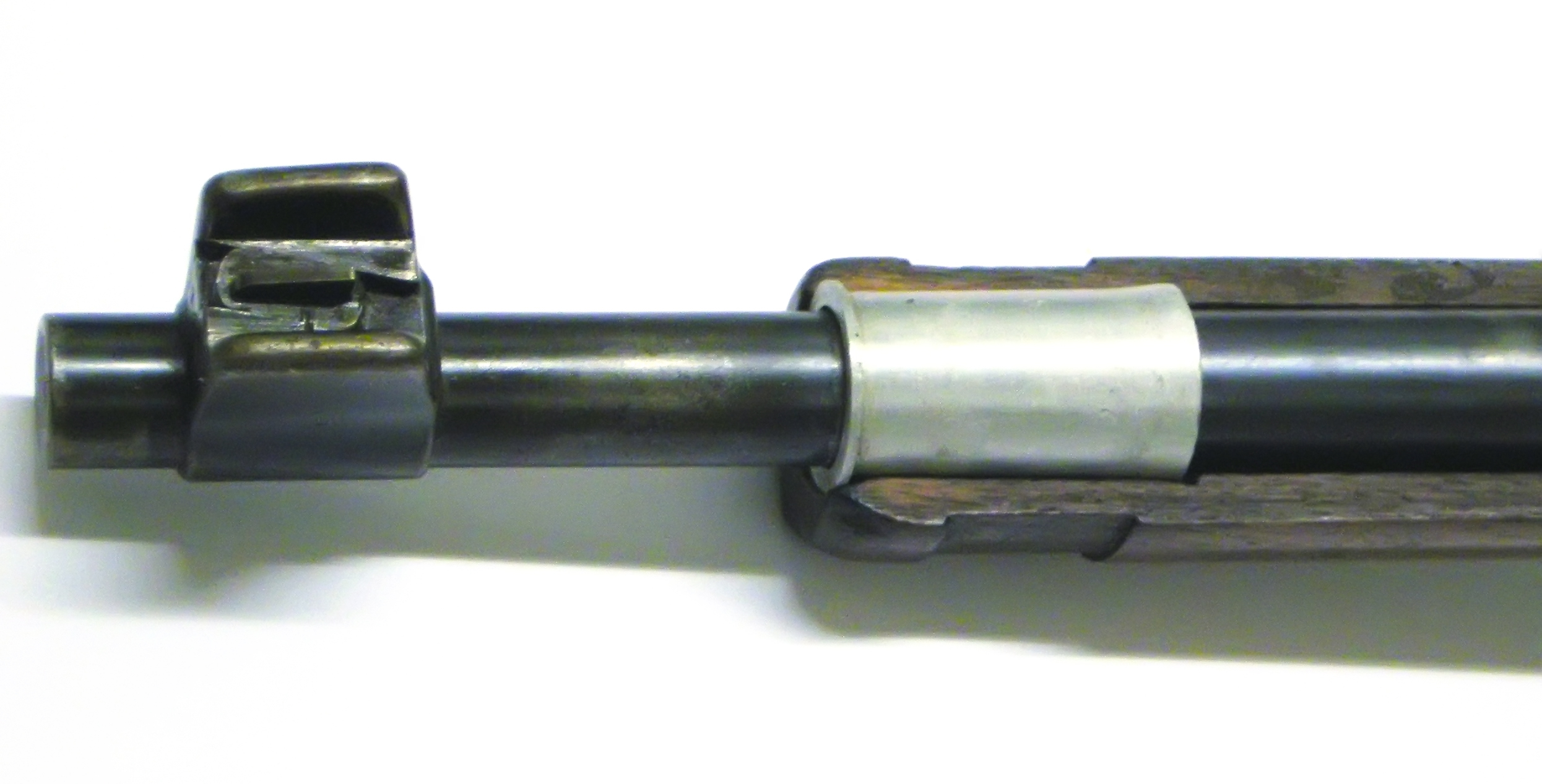
Douille de monture du Mq 11

Le ressort du magasin est à fil (à lame pour le Mq 31.) il est équipé de quatre nervures de prise à sa base. Le verrouillage du magasin est similaire au Mq 31 et le numéro de série de l'arme est apposé sous celui-ci.

L'appareil de détente reste identique au fusil 1889/96 et au fusil suisse d'infanterie 1911, il est composé de deux leviers doubles : la gâchette et la détente qui sont actionnées par le ressort de gâchette, la détente est à double effet (à bossette).
Monture
La monture est en Noyer et les rainures de prise sont placées de façon symétrique.

Contrairement au Mq 31, une douille en aluminium est montée sur l'avant du canon, elle reprend l'effort de serrage de la monture et du garde-main et permet la dilatation du canon. Le canon est donc flottant.
L'écusson est fixé à la boîte de culasse par trois vis (deux pour le Mq.31)
Guidon et hausse

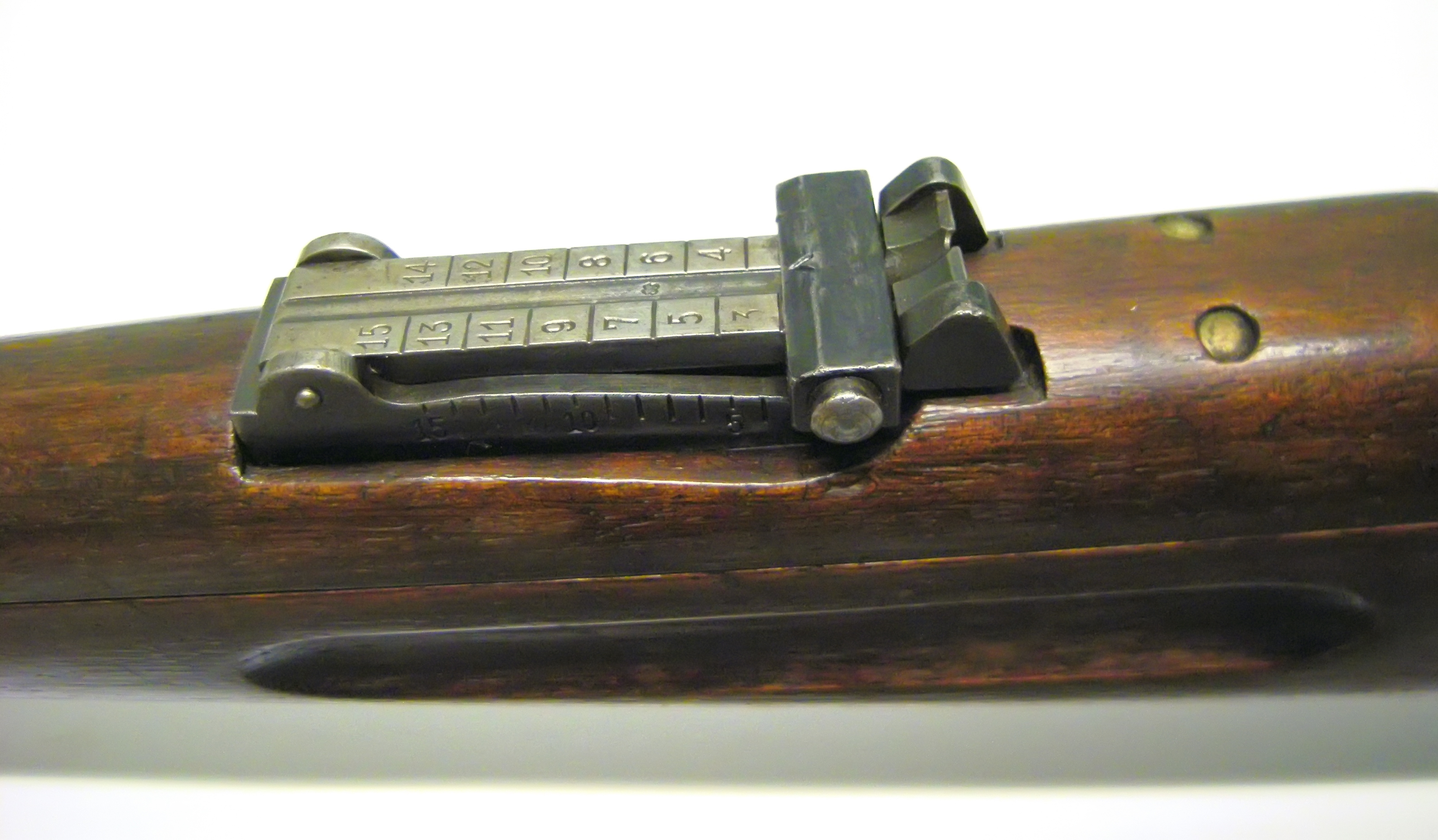
Hausse du mousqueton 11

Les organes de visées sont fixés au canon, la hausse à joues est graduée de 300 à 1 500 mètres et incrémentée tous les 100 mètres, le cran de mire est demi-rond.

La hausse se compose de deux éléments principaux, la douille de hausse et le pied de hausse lequel est aussi gradué sur sa face gauche. Il existe des hausses ouvertes micrométriques.
Le guidon, à pointe carrée, est protégé latéralement, il est fixé au porte-guidon par une queue d'aronde. Large de 2,2 mm. il existe en 5 hauteurs différentes : 5,9 - 6,2 - 6,5 - 6,8 et 7,1 mm. Le changement d'un guidon par un autre dans l'ordre des hauteurs, déplace le point d'impact de 18 cm à 300 m.

La dérive se règle en déplaçant le guidon au moyen d'un outil dédié, un déplacement latéral de 1 mm déplace le point d'impact de 14 cm à 300 m.

Mousqueton des gardes-frontières et Garde Vaticane
La dispersion du mousqueton 11 étant inférieure au fusil suisse d'infanterie 1911, la W+F a tenté d'améliorer la précision en fabriquant 200 mousquetons avec un canon plus lourd (16,8 mm au lieu de 14,7 mm) et un col de crosse plus étoffé. Appelé mousqueton d'essais 1930, le diamètre à la bouche revient à la côte de 14,7 mm, ce qui permet l'utilisation du même porte-guidon que le Mq 11.
Les essais furent peu satisfaisants et les armes furent cédées pour moitié aux gardes-frontières et moitié à la Garde suisse Vaticane, elles sont reconnaissables par un V devant le n° de l'arme.
Accessoires
Sachet d'accessoires.

Baïonnette 1899, les mitrailleurs portent la baïonnette d'estoc à quatre quarres.

Couvre-canon.

À part les couvre-canons d'ordonnance, d'autres couvre-canons sont autorisés, en celluloïd, bakélite ou autre matière ou métal léger, pourvu qu'ils remplissent les conditions suivantes :
Poids ne dépassant pas 1,3 g.
Tenus sur le canon par des nervures de façon à ne pas boucher hermétiquement le canon.
Ne pas, rendre le couvre-canon étanche par un chiffon ou de la graisse (danger de gonflement).
Le tournevis du couteau militaire sert au démontage et au remontage de l'arme.

## Entretien de l'arme

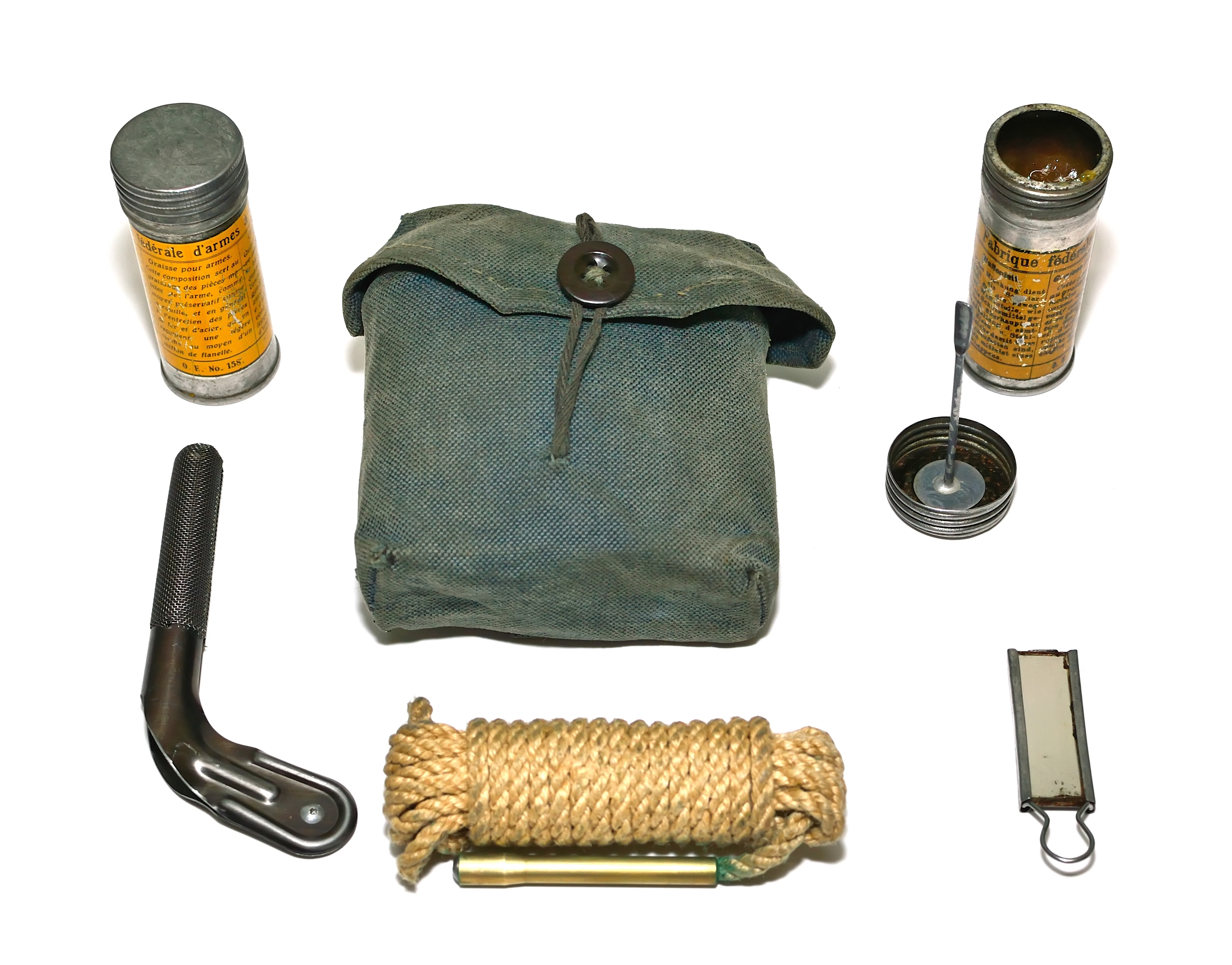
Sachet d'accessoires

Chaque tireur est responsable de l'entretien de son mousqueton.

Il est interdit :

De porter plusieurs mousquetons sur la même épaule;
De charger des armes non emballées sur des véhicules;
D'obstruer la bouche du canon avec de la graisse ou avec un chiffon;
D'utiliser des mousquetons comme brancards;
D'apporter une modification quelconque à l'arme.
Nettoyage
Nettoyage journalier

Le nettoyage journalier se fait lorsque l'arme n'a été que légèrement salie lors de son emploi journalier, il comprend :
Le retrait des cartouches ;
Le nettoyage extérieur de l'arme, puis un léger graissage ;
Le contrôle de fonctionnement.
Nettoyage après le tir

Le nettoyage après le tir se fait après chaque tir ; il comprend :
Le retrait des cartouches ;
Le démontage d'arme ;
Le nettoyage et le graissage du canon et de la chambre à cartouche ;
Le nettoyage et le graissage de la culasse, de la boîte à culasse et du magasin ;
Le remontage de l'arme ;
Le contrôle de fonctionnement.
Nettoyage approfondi

Le nettoyage approfondi se fait après une période de mauvais temps, il comprend :
Le retrait des cartouches ;
Le démontage d'arme ;
Le nettoyage et le graissage du canon et de la chambre à cartouche ;
Le nettoyage et le graissage de toutes les autres pièces ;
Le remontage de l'arme ;
Le contrôle de fonctionnement.
Nettoyer le mousqueton après chaque emploi, graisser l'intérieur du canon à chaud immédiatement après tout tir à balle ou à blanc.

Par temps sec, il suffit d'essuyer, puis de graisser extérieurement l'arme et la culasse.

Après un tir à balles, à blanc ou avec les cartouches propulsives, procéder à un nettoyage plus poussé de même si l'arme est très encrassée ou mouillée.
- Nettoyage des parties métalliques

Les parties métalliques de l'arme doivent être frottées avec un chiffon sec, le nettoyage terminé, frotter légèrement toutes les parties métalliques avec un chiffon propre et imbibé de graisse. Graisser particulièrement les surfaces de frottement et tout spécialement le verrou et la douille de fermeture, il ne faut graisser ni le percuteur, ni le canal de percussion.
- Nettoyage du canon

Il faut réintroduire la douille de fermeture pour éviter que l'éjecteur n'abîme le cordeau.

Le cordeau est introduit par la boîte à culasse, le treillis doit être bien graissé et en suffisamment bon état pour qu'il pénètre dans les rayures du canon.

Le cordeau doit être tiré par deux hommes exactement dans l'axe de l'âme du canon, à la fin de chaque traction le treillis doit sortir du canon.

Après avoir ainsi enlevé les résidus de poudre, il faut enrouler un chiffon de coton mince autour du cordeau en avant du treillis et nettoyer ainsi à nouveau le canon jusqu'à ce qu'il soit propre.

Le canon est ensuite contrôlé, en attachant une importance particulière à la propreté des rayures, puis graissé.
Pour ce faire, il faut enrouler un chiffon de coton mince bien graissé en avant du treillis, puis passer le cordeau. On peut aussi utiliser la baguette.

- Nettoyage de la chambre à cartouche

La chambre à cartouche se nettoie ou moyen de la curette, si la curette ne serre pas assez dans la chambre à cartouche, il faut l'ouvrir un peu avec un tournevis..

- Nettoyage des parties en bois

Les parties en bois, monture et garde-main doivent être nettoyées avec un chiffon sec.

### Démontage de la culasse
Prendre la culasse dans la main gauche, placer l'ailette de la tige de percussion entre les deux rainures de l'écrou.

De la main gauche tourner la douille de fermeture vers la droite et simultanément, de la main droite, pousser et soulever le verrou.

Détendre le ressort de percussion en plaçant l'ailette de la tige de percussion dans la rainure de feu.

Enlever l'appareil de percussion du cylindre en le dévissant.

Séparer le cylindre de la douille de fermeture.

Détendre le ressort de percussion en plaçant l'ailette de la tige de percussion dans la rainure de feu, comprimer le ressort de percussion, enlever le percuteur, le ressort de percussion et la tige de percussion de l'écrou de fermeture.

Avec les deux pouces, enlever l'extracteur en le faisant pivoter vers la droite, si, cela est nécessaire, appuyer la partie gauche de la griffe sur une arête et frapper légèrement sur le cylindre pour libérer l'extracteur.

## Point à viser
| Distance de tir | Position de la hausse | Point à viser plus bas que le touché |
| --------------- | --------------------- | ------------------------------------ |
| 100 m           | 300                   | 30 cm                                |
| 200 m           | 300                   | 40 cm                                |
| 300 m           | 300                   | 30 cm                                |

## Performances de l'arme
| Distance de tir | Dispersion 50 % | Dispersion 100 % |
| --------------- | --------------- | ---------------- |
| 300 m           | 6,5 x 6         | 21 x 17          |
| 600 m           | 16 x 12         | 53 x 40          |
| 900 m           | 34 x 18         | 105 x 53         |
| 1200 m          | 67 x 27         | 203 x 83         |

- NB: La dispersion moyenne est basée sur l'ancienne méthodologie du groupement des touchés.

La dispersion est déterminée par le tir, elle est valable pour des tireurs moyens à bons et varient d'un tire à l'autre d'une manière importante.
Les données sont des valeurs moyennes obtenues à partir de nombreuses séries.

## Galerie

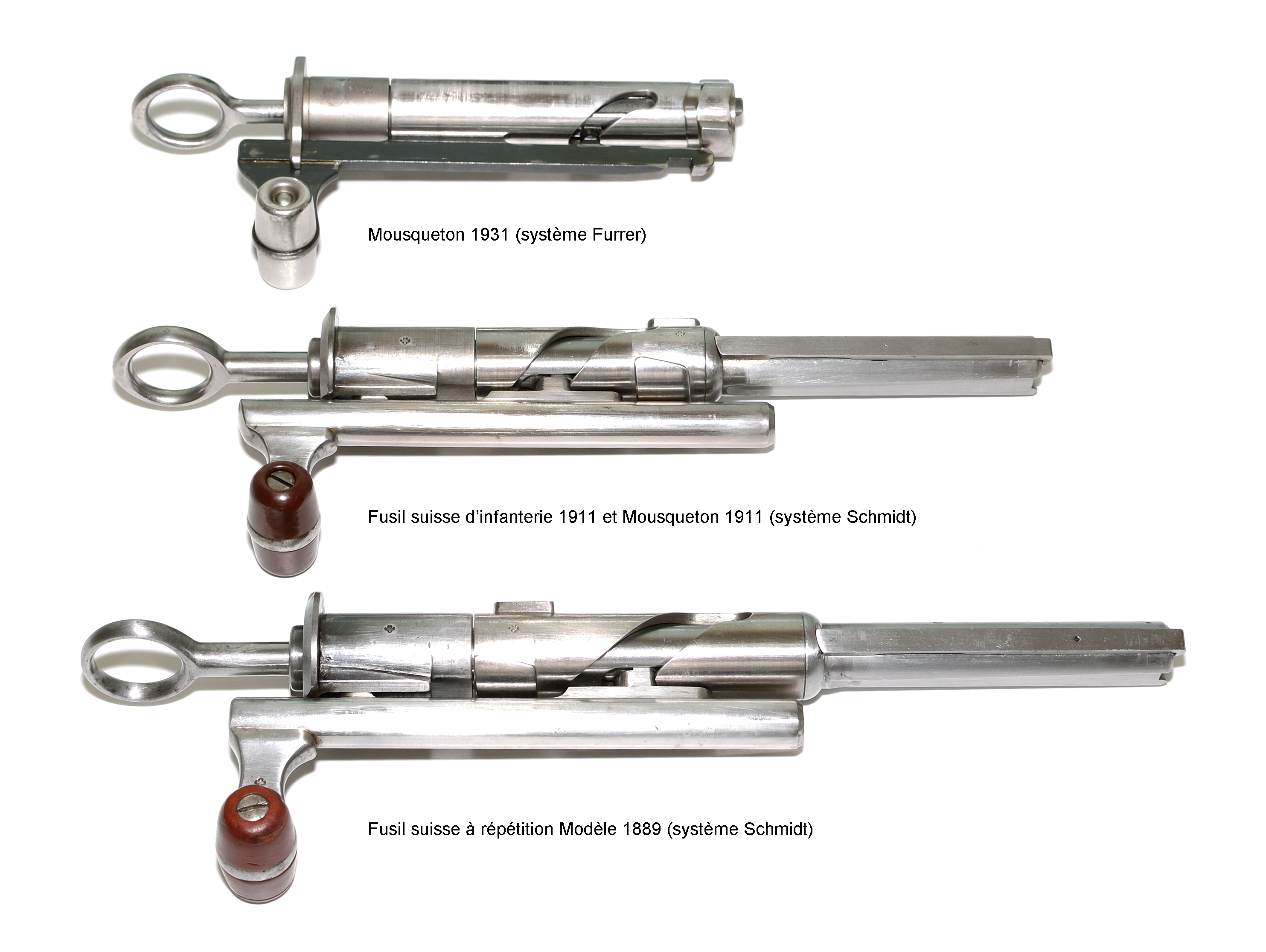
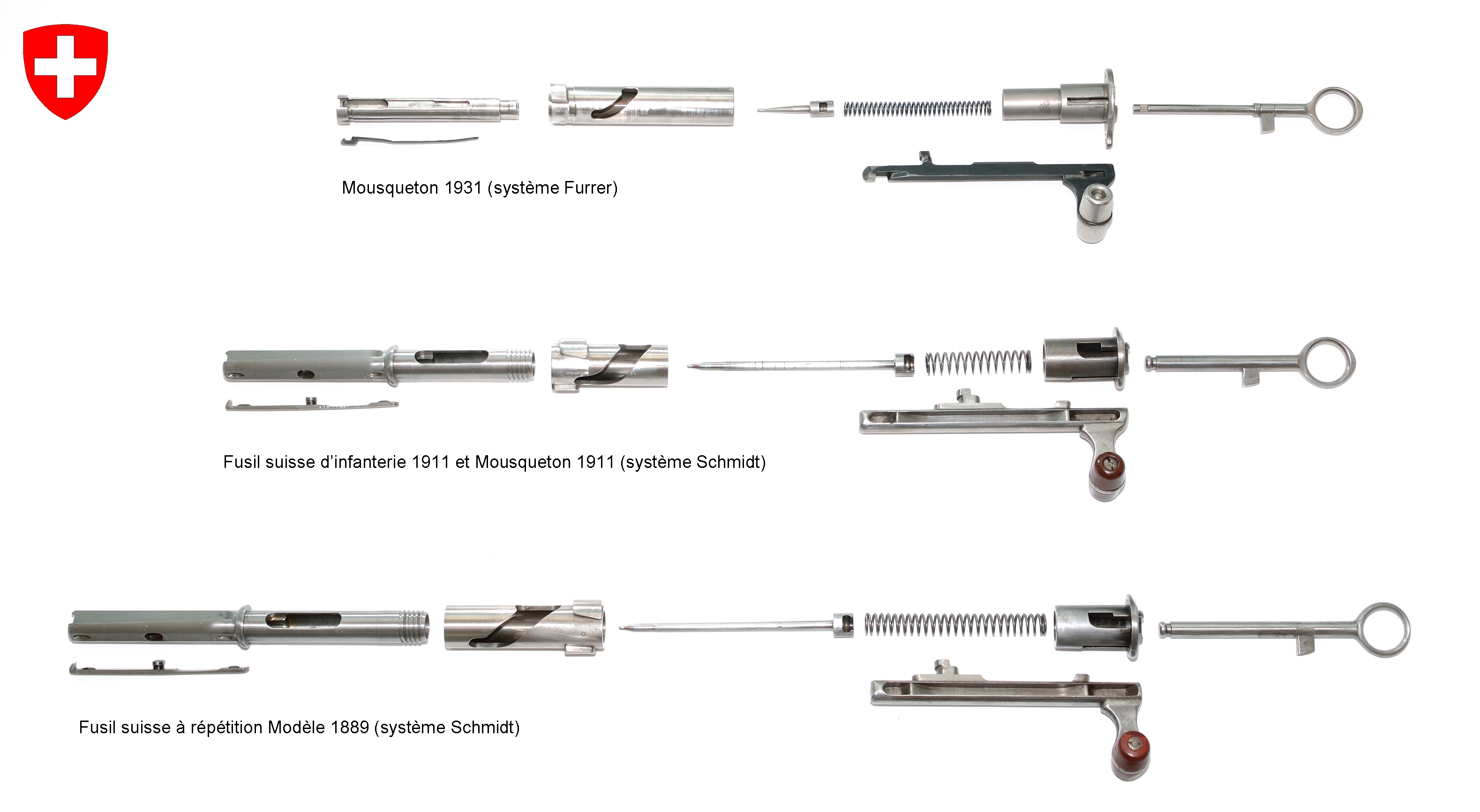
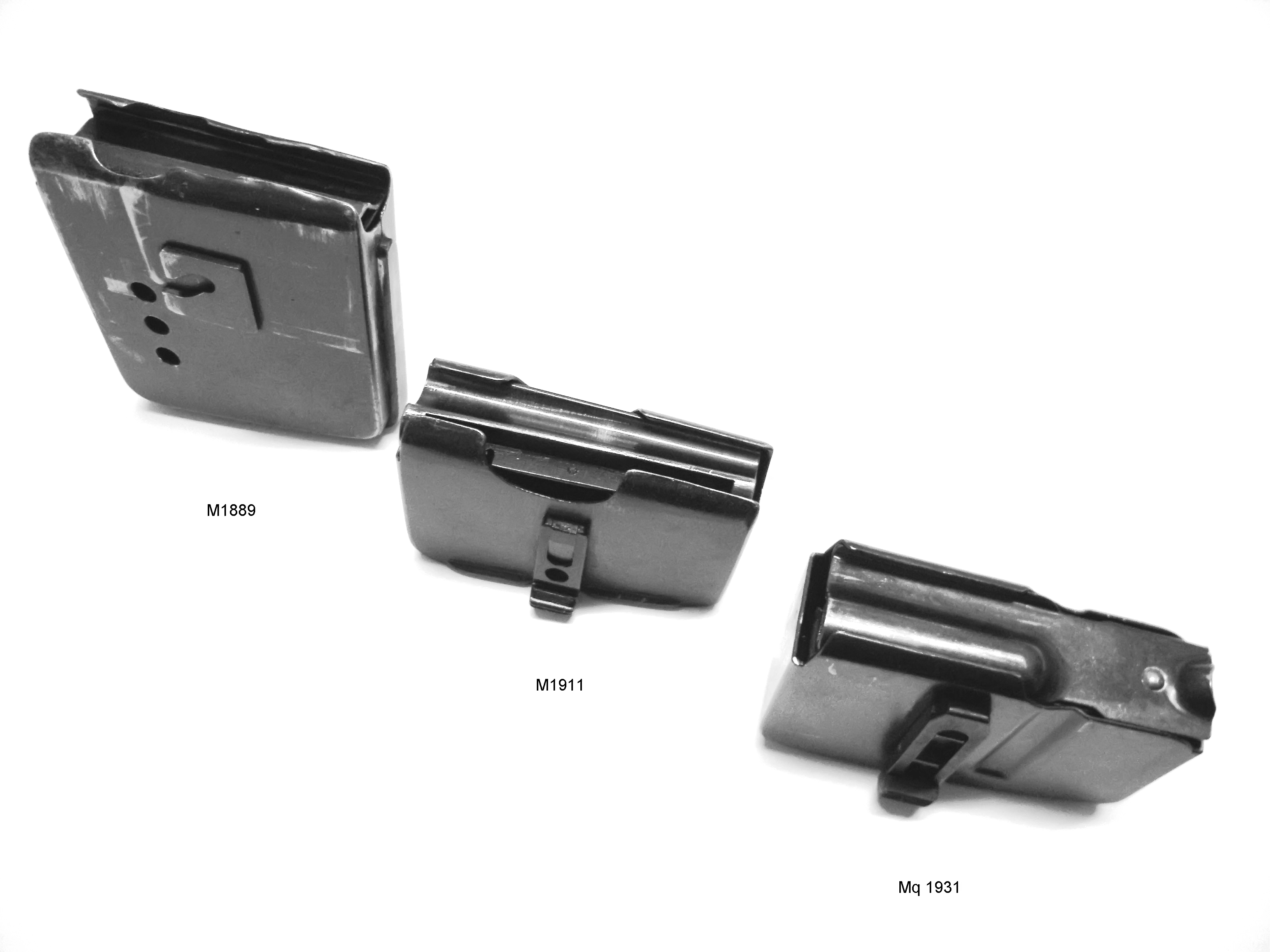
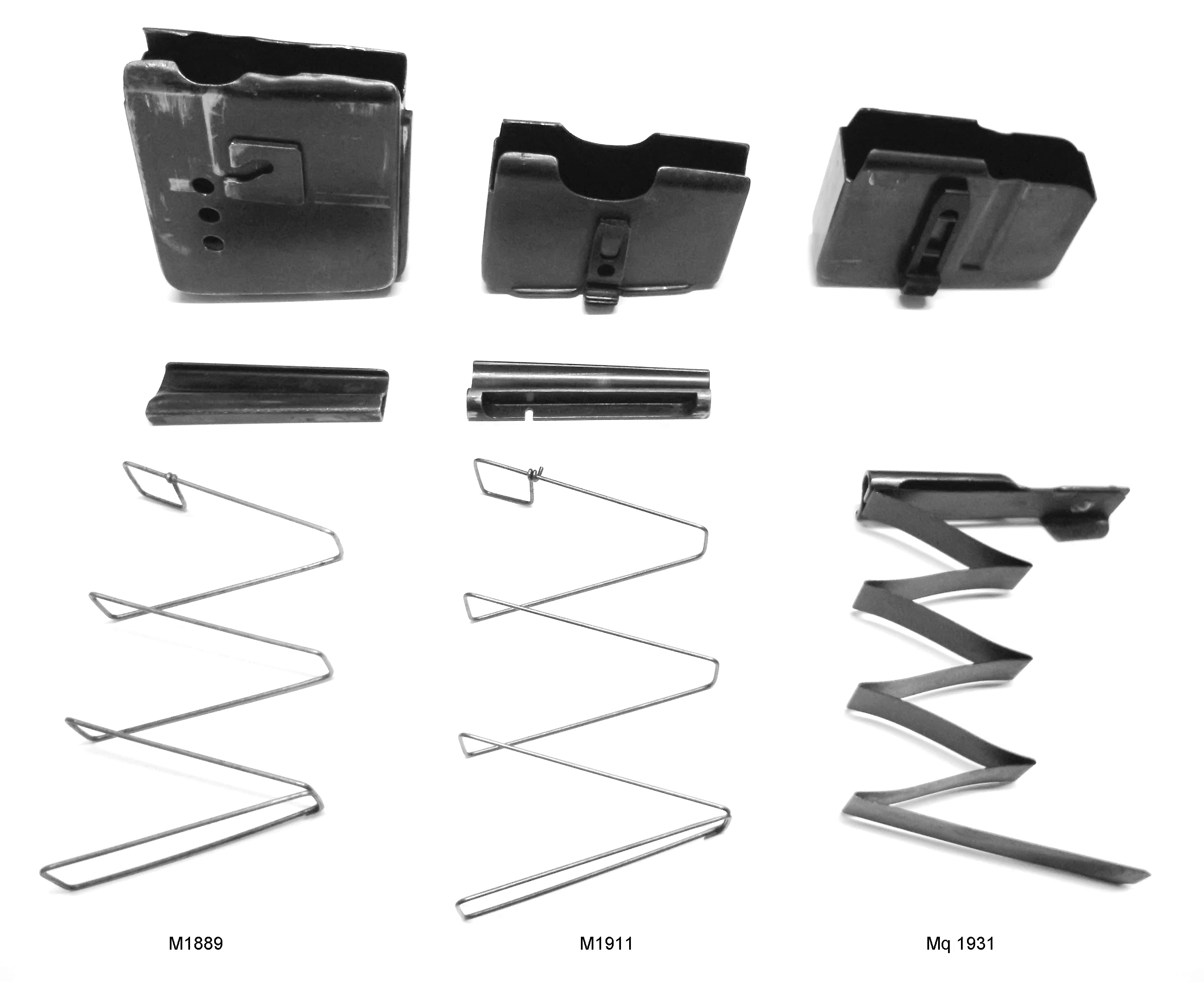
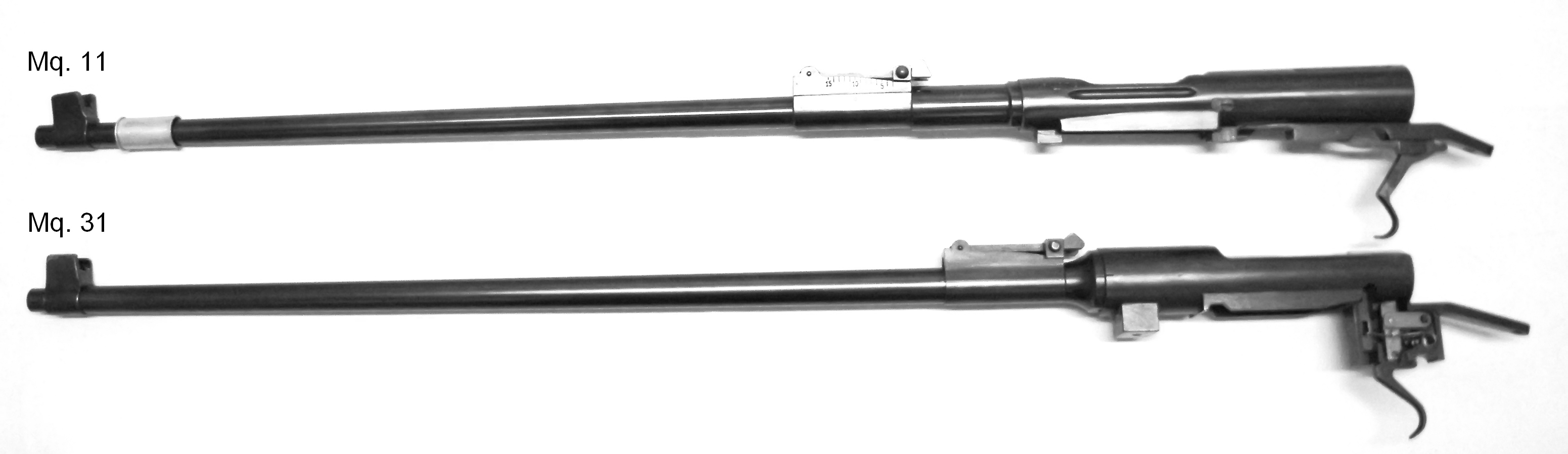
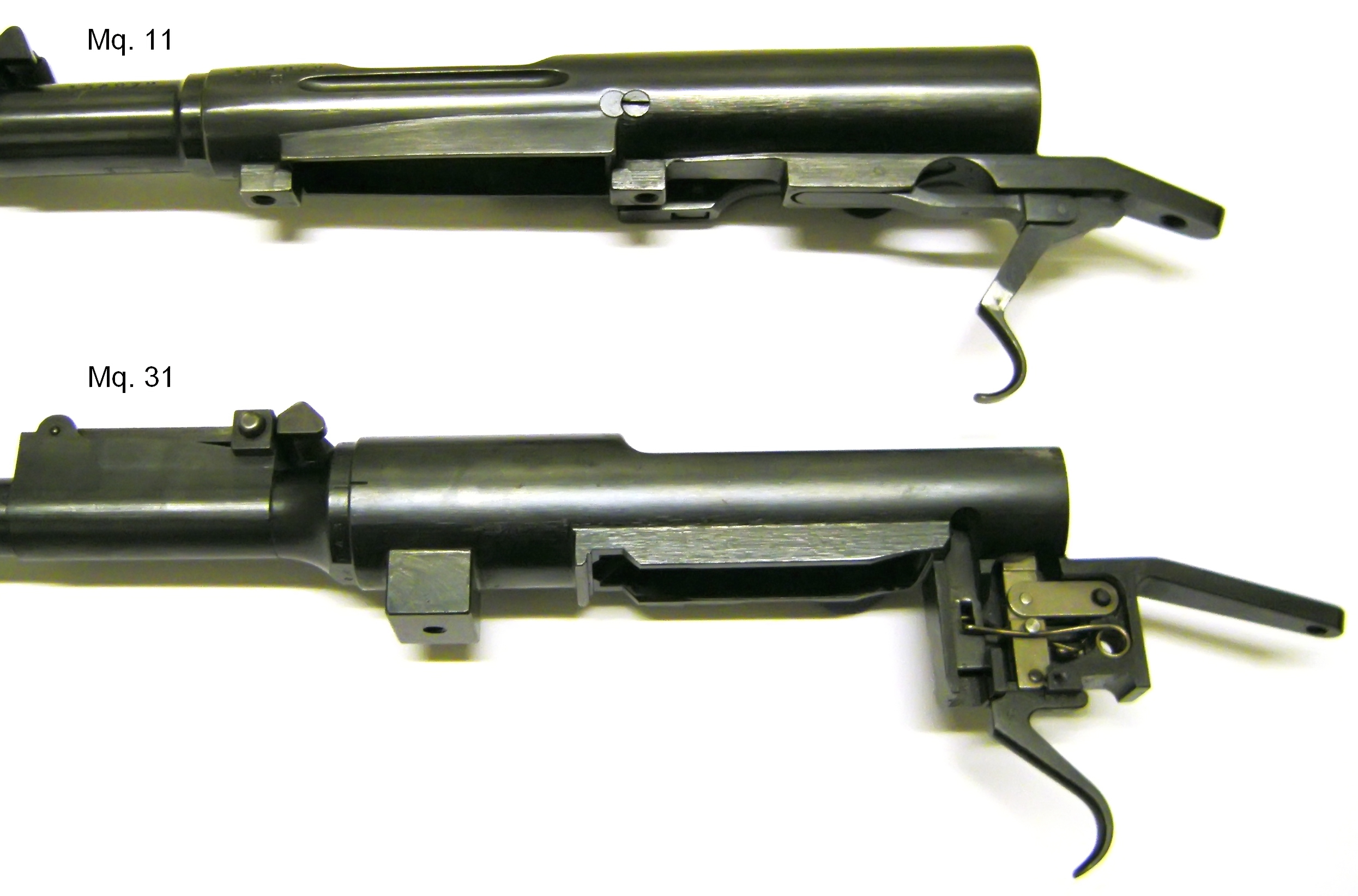
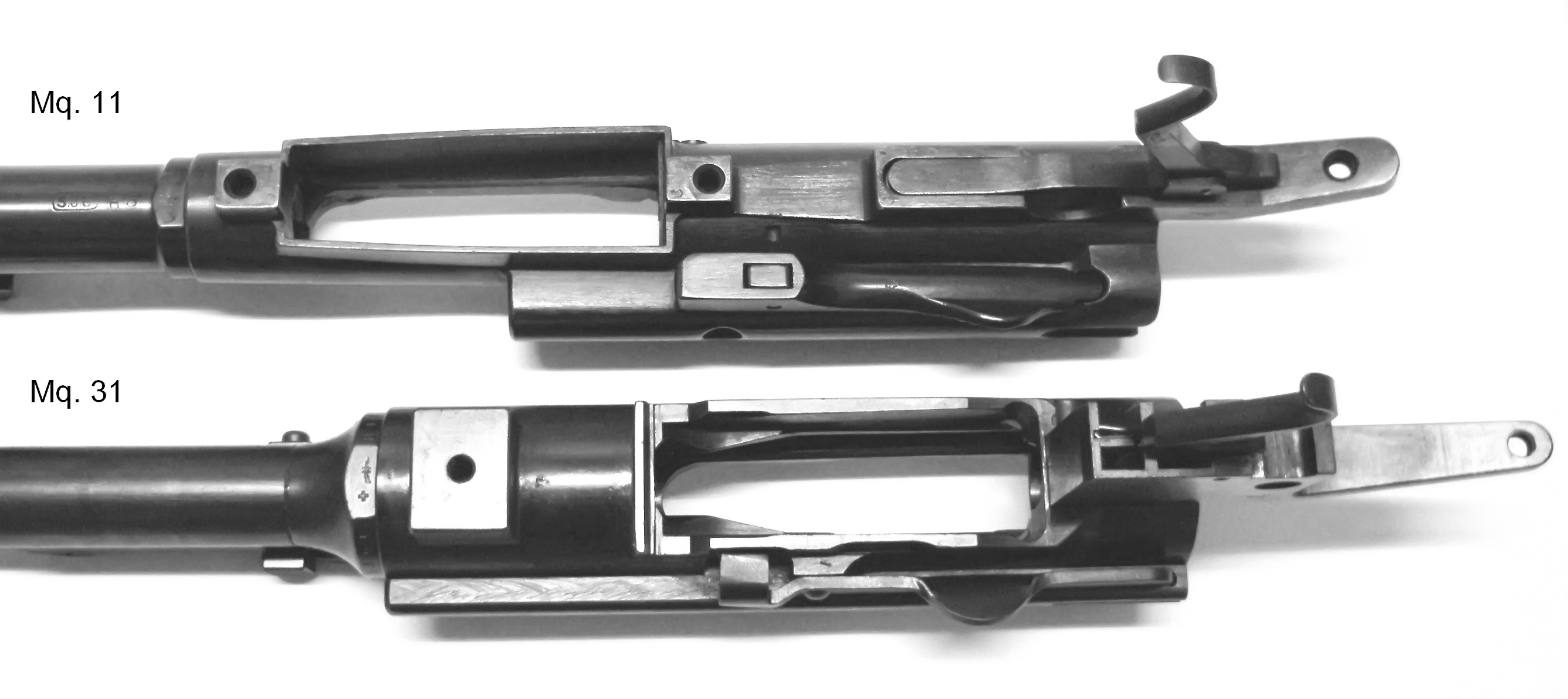
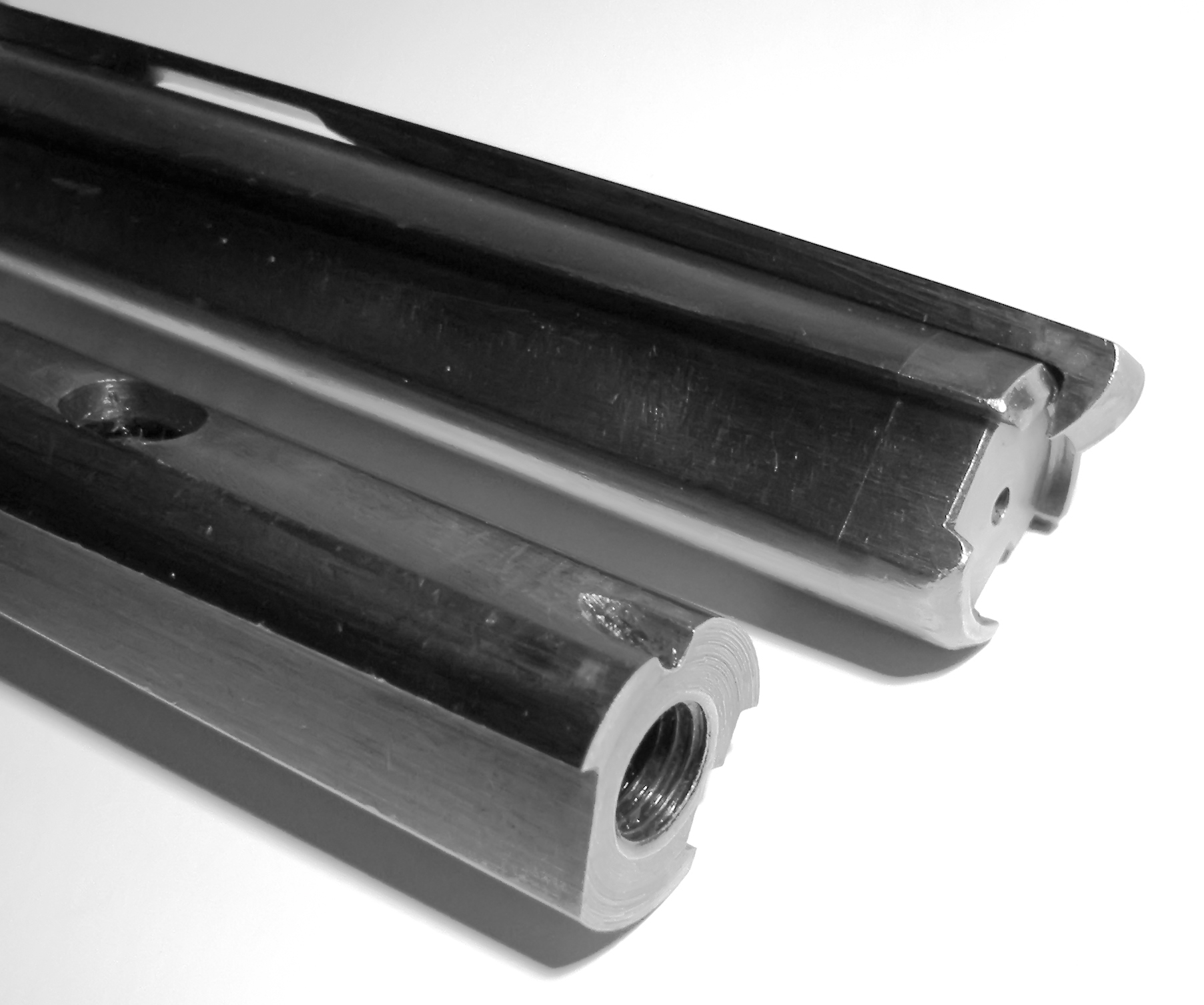
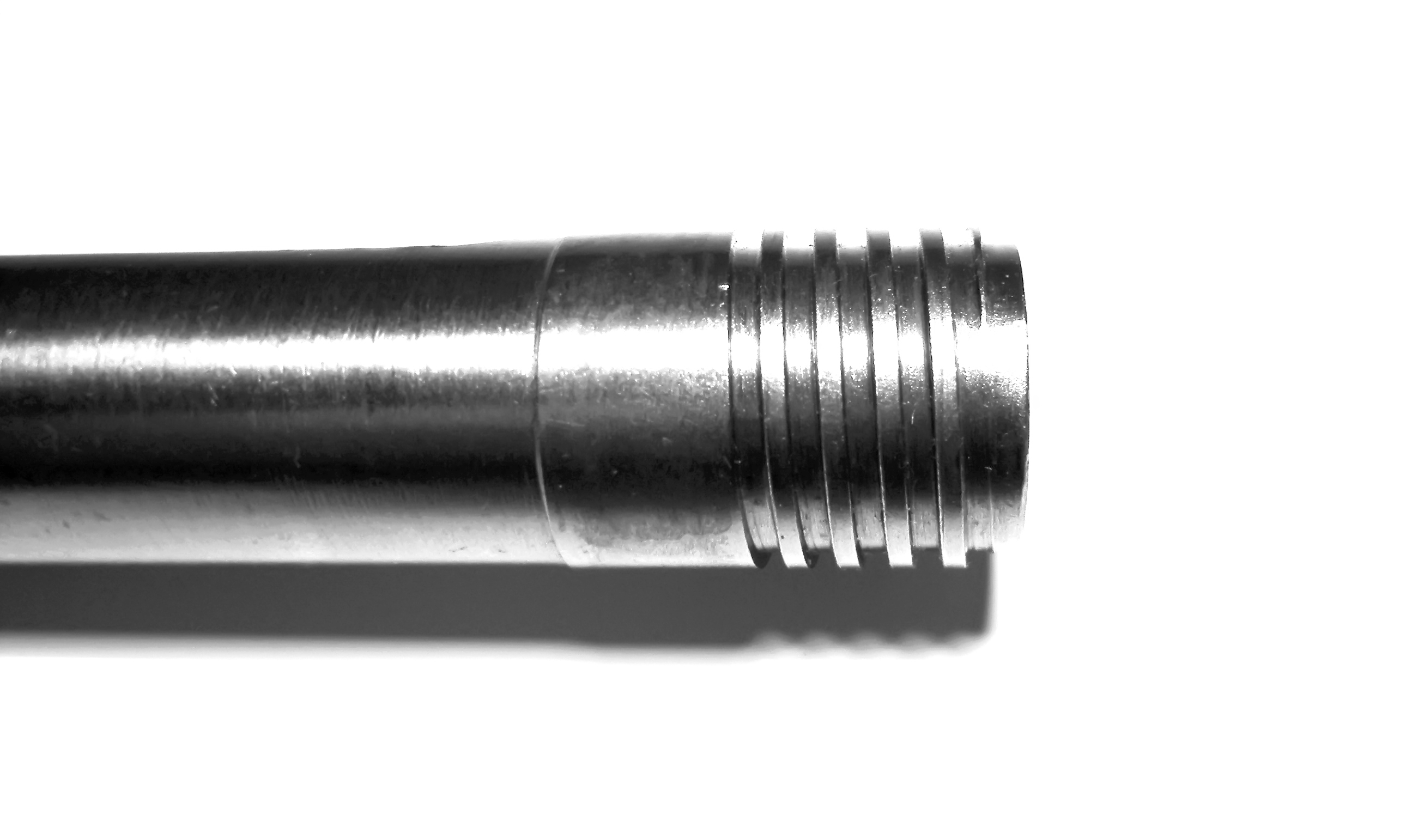
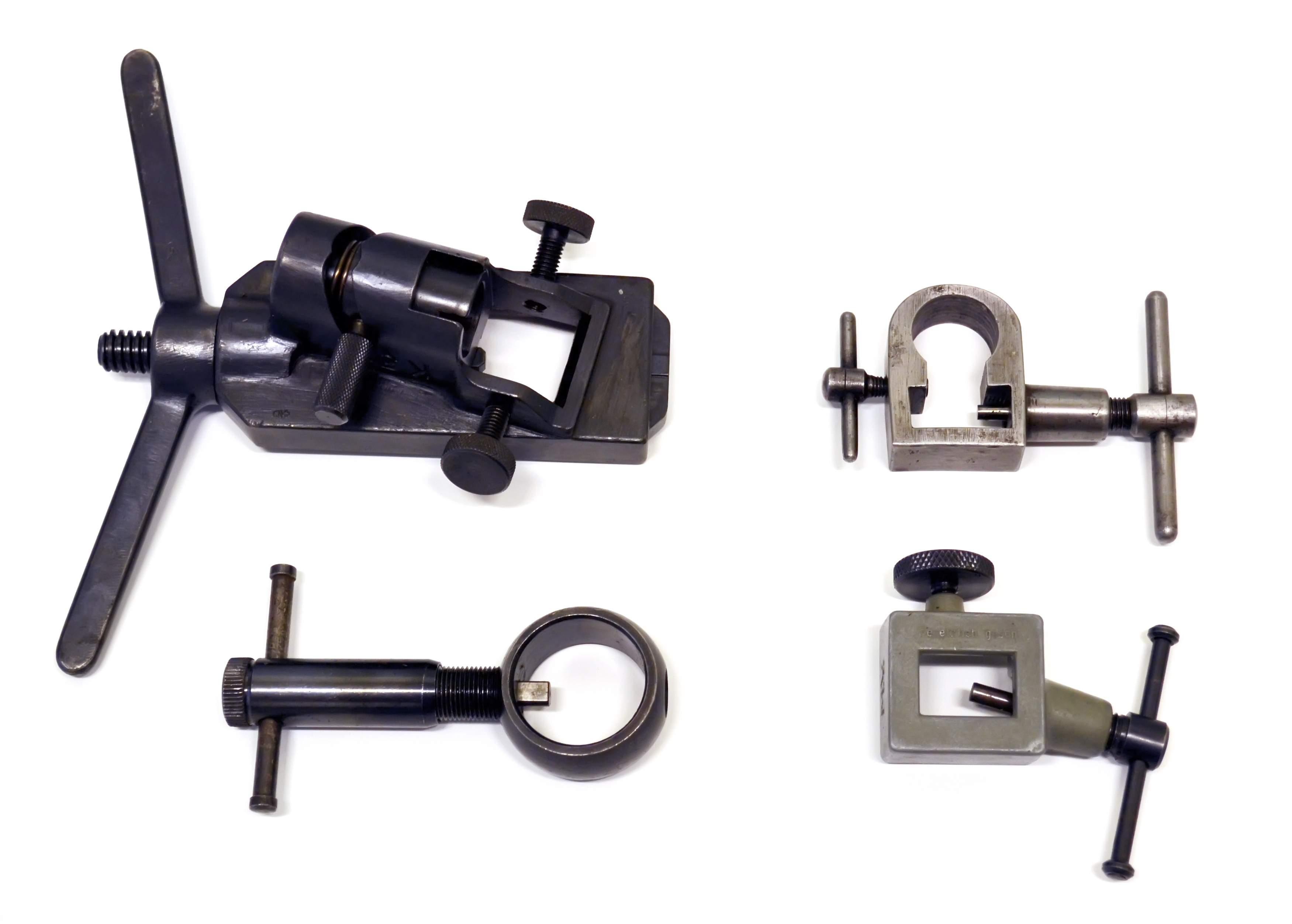